# 月亮蝦餅

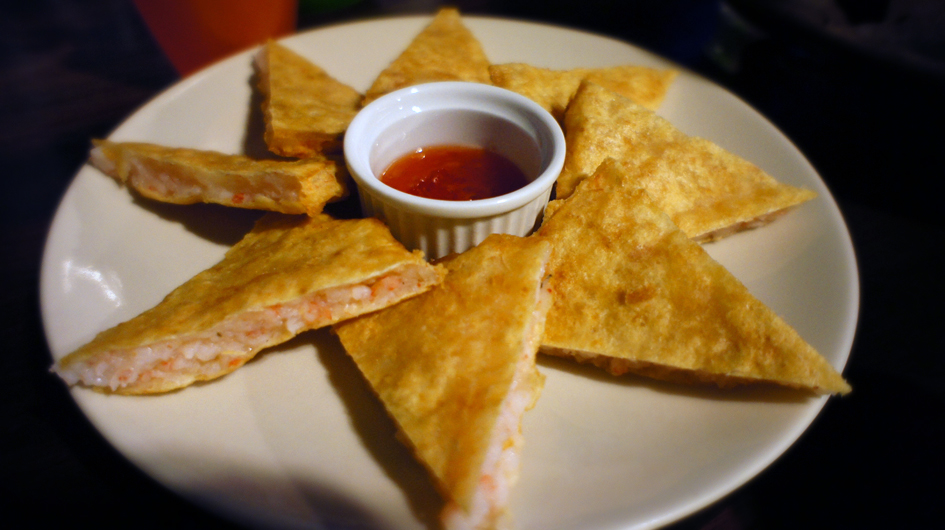
月亮蝦餅

月亮蝦餅是一種在台灣常見到的台灣小吃，通常在台灣的泰式餐廳販賣，許多台灣人將其視為泰國小吃，但實際上並非源自泰國，而是由台灣人所發明。

## 外部參考
- . 食尚玩家. 2018-11-19  [2024-07-25]. （原始内容存档于2024-07-27）.